# Marpha
Marpha est une ville du Népal située dans la zone de Dhawalagiri et dans le district de Mustang. Au recensement de 2011, la ville comptait 1 551 habitants.

Marpha
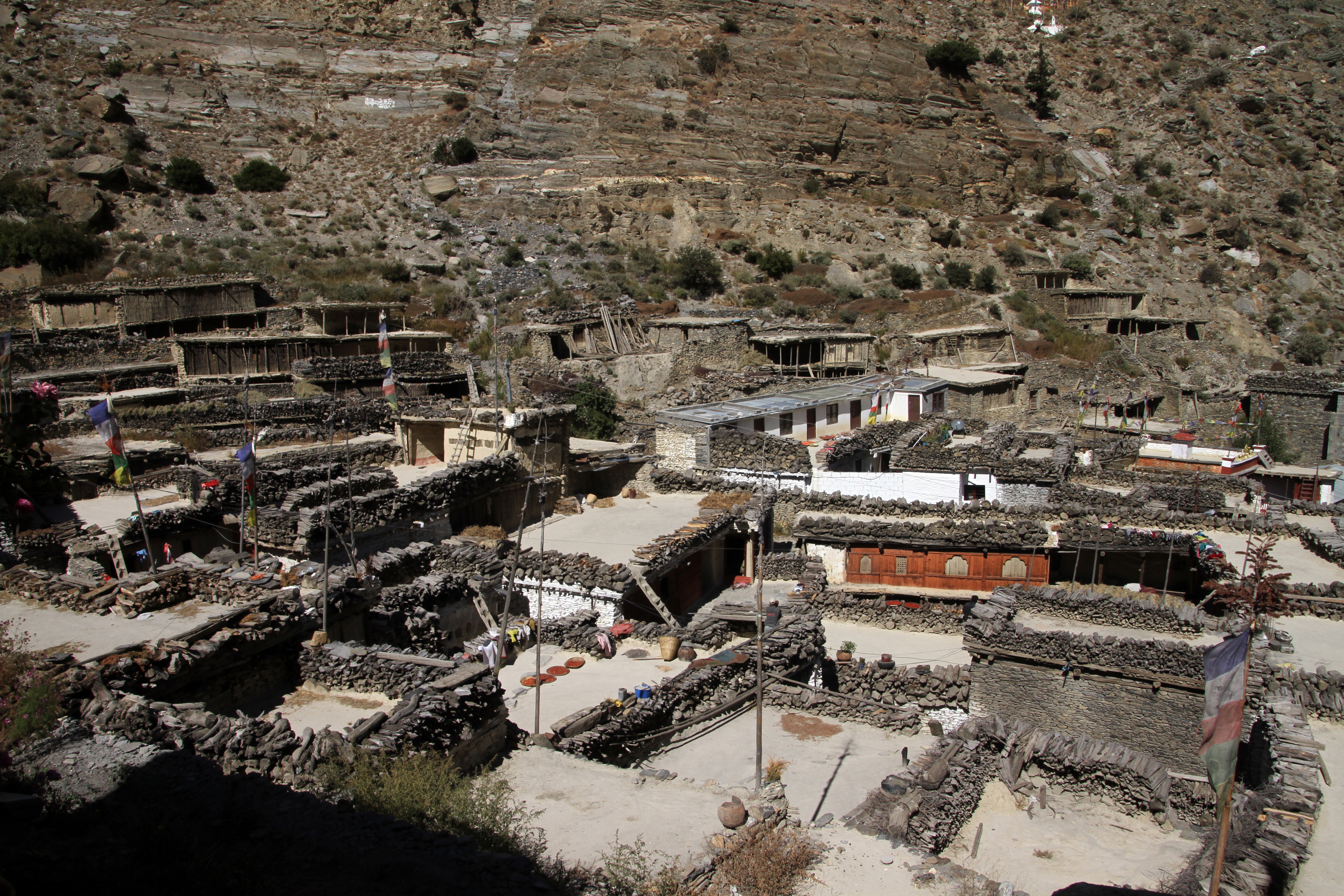
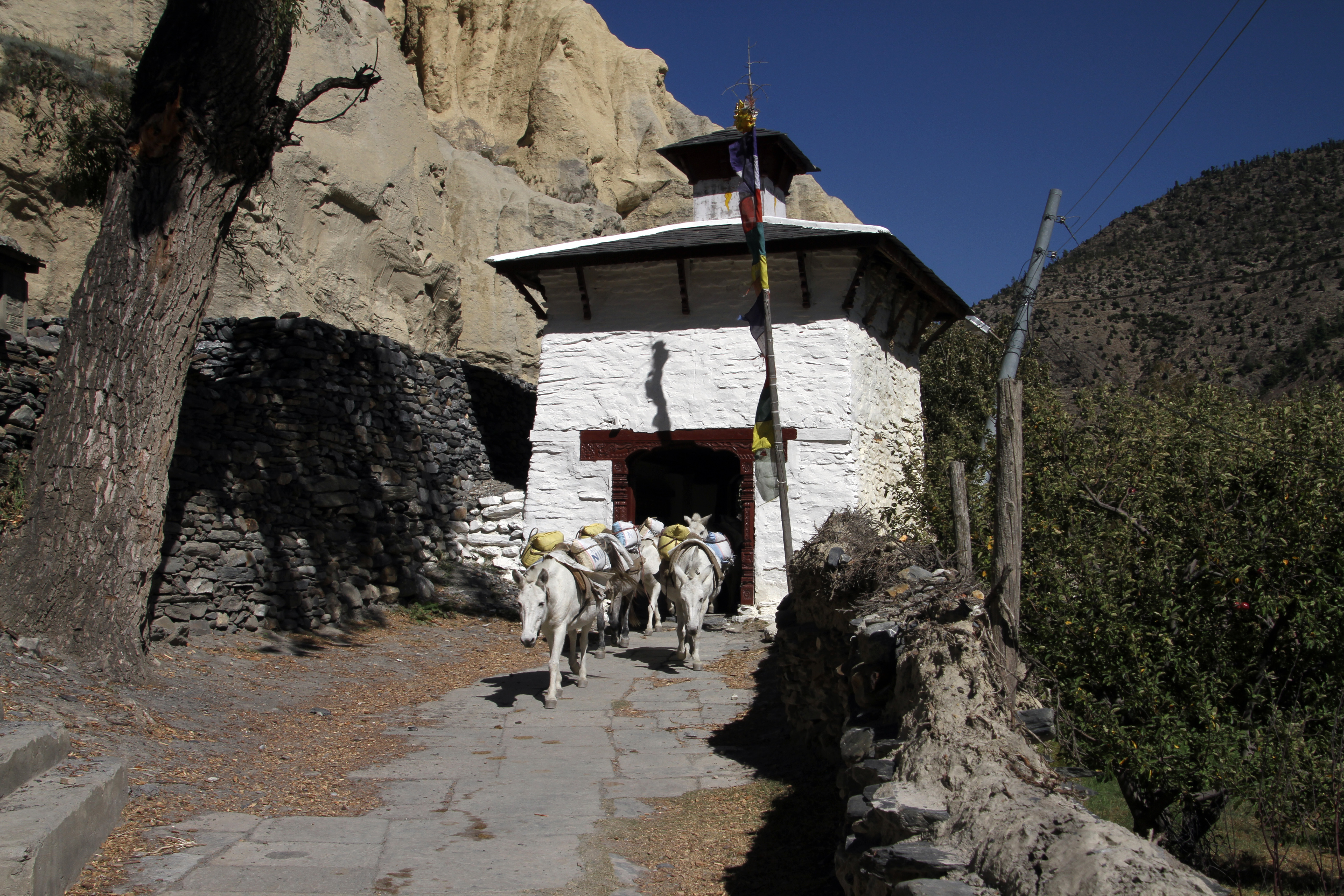
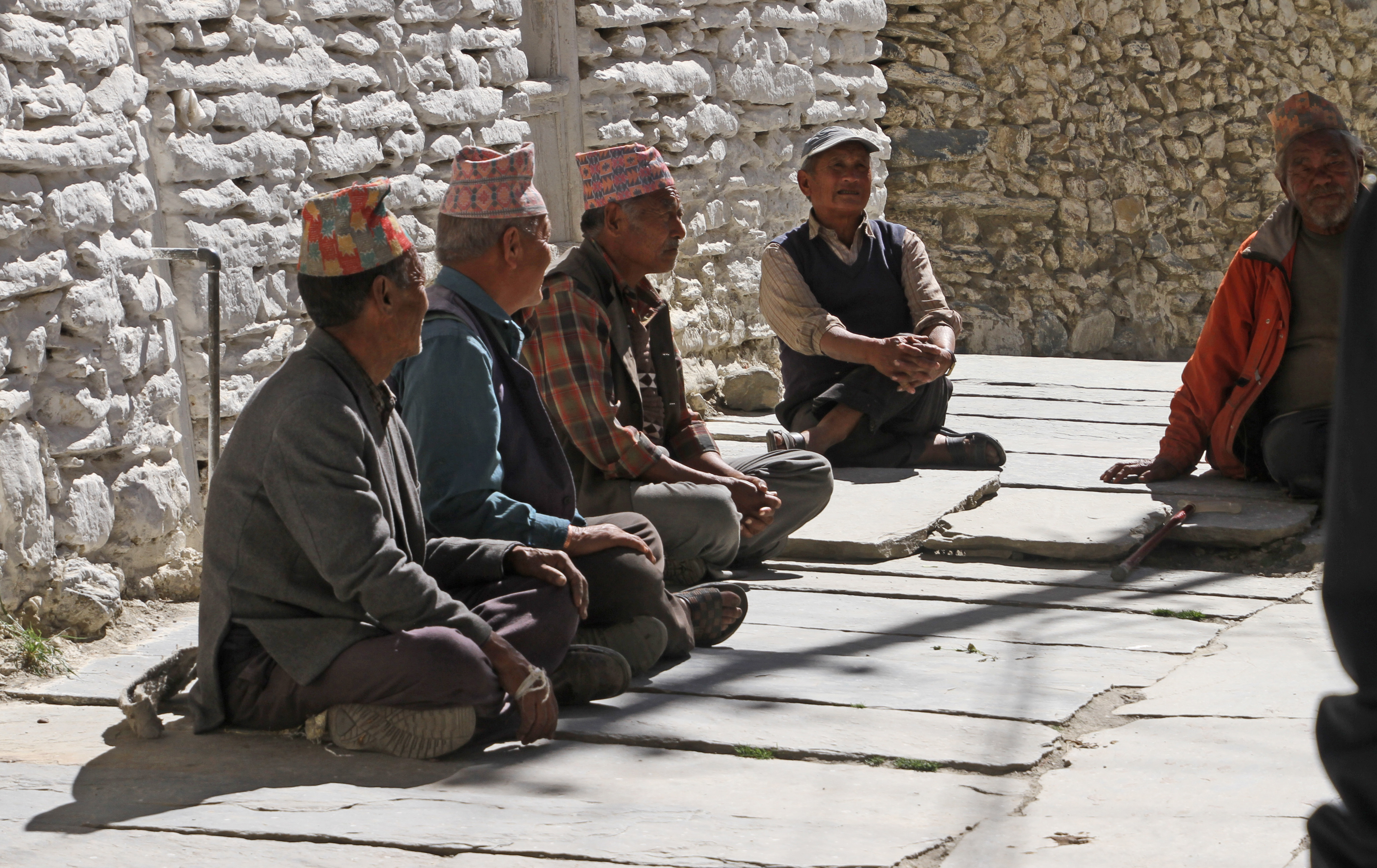
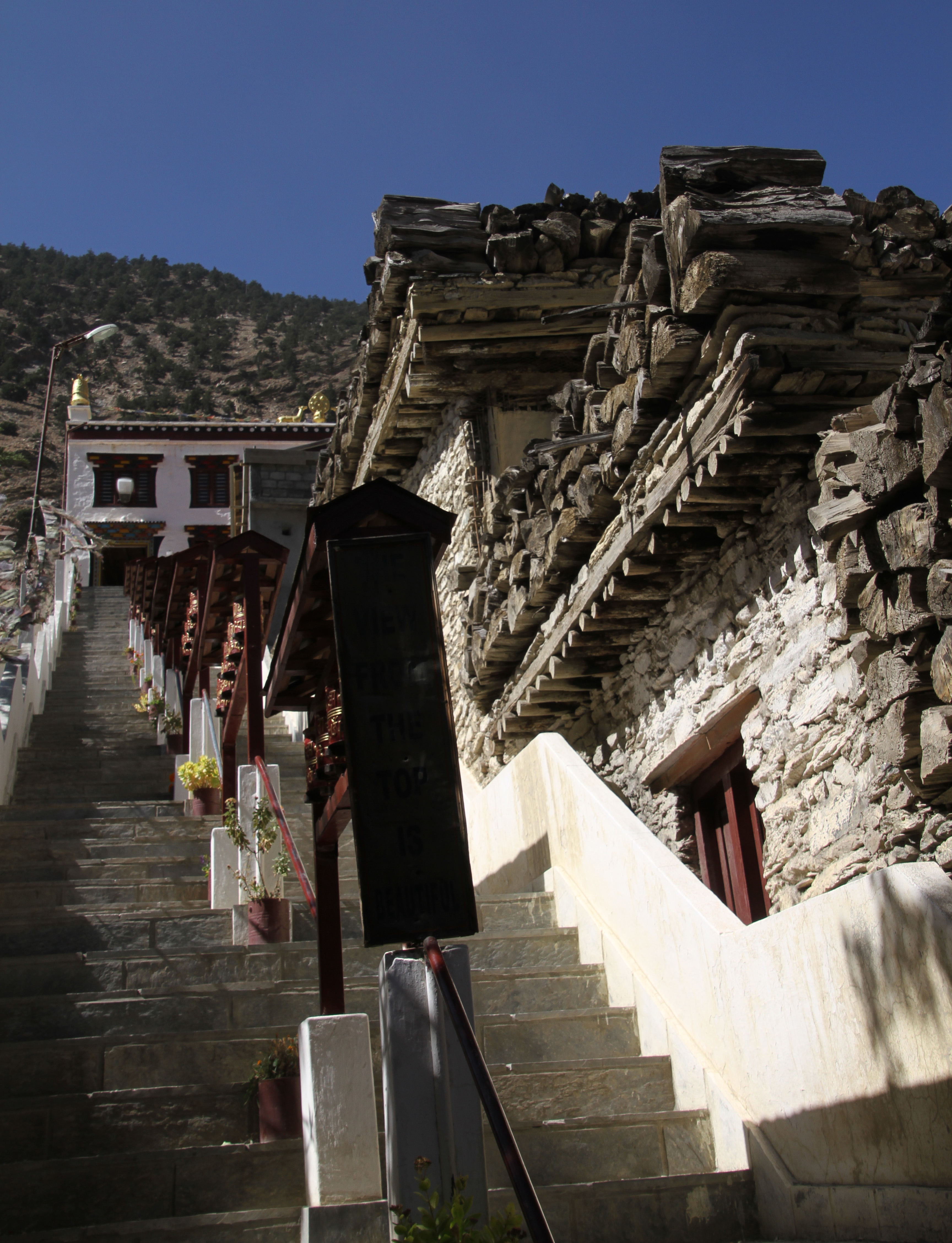
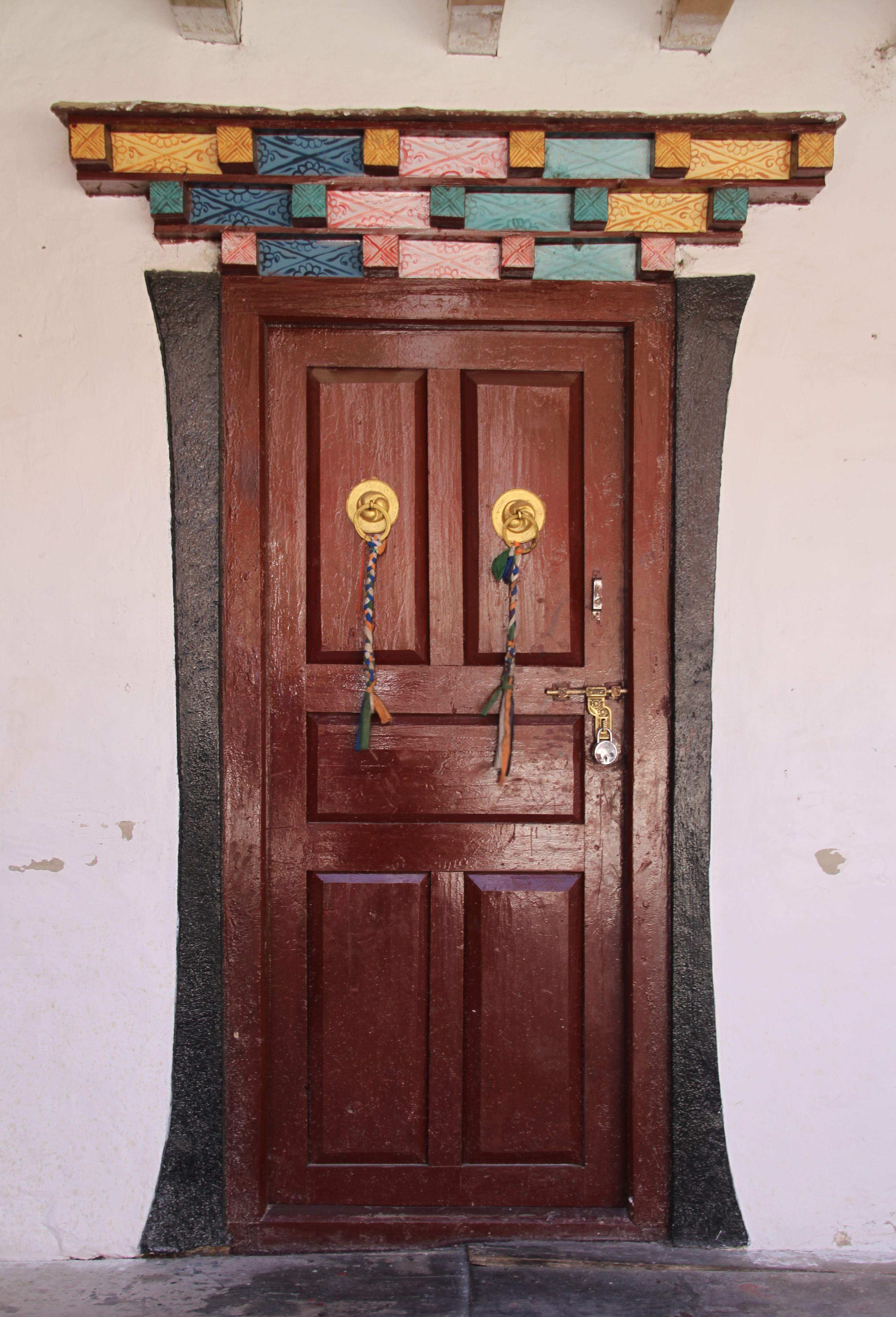
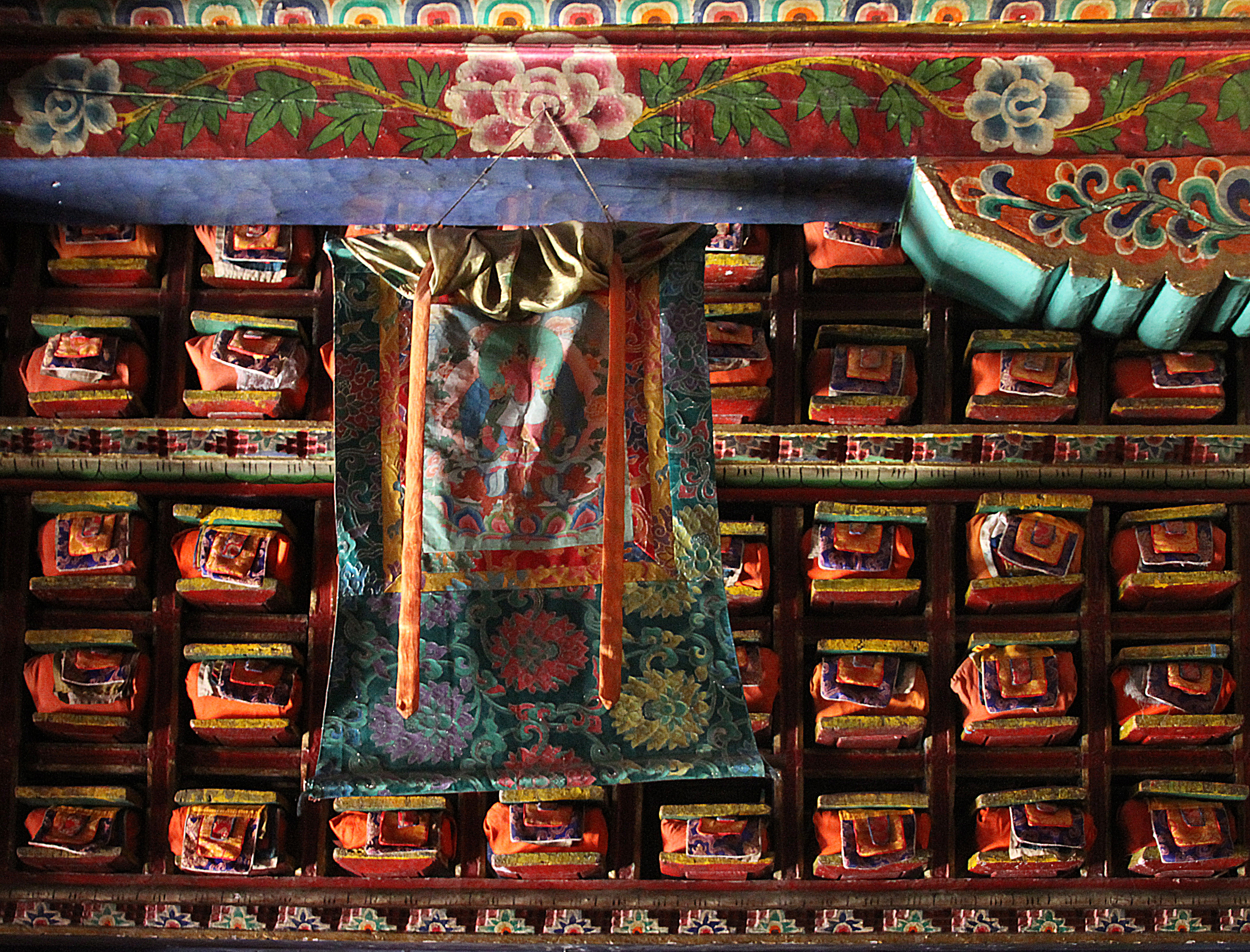
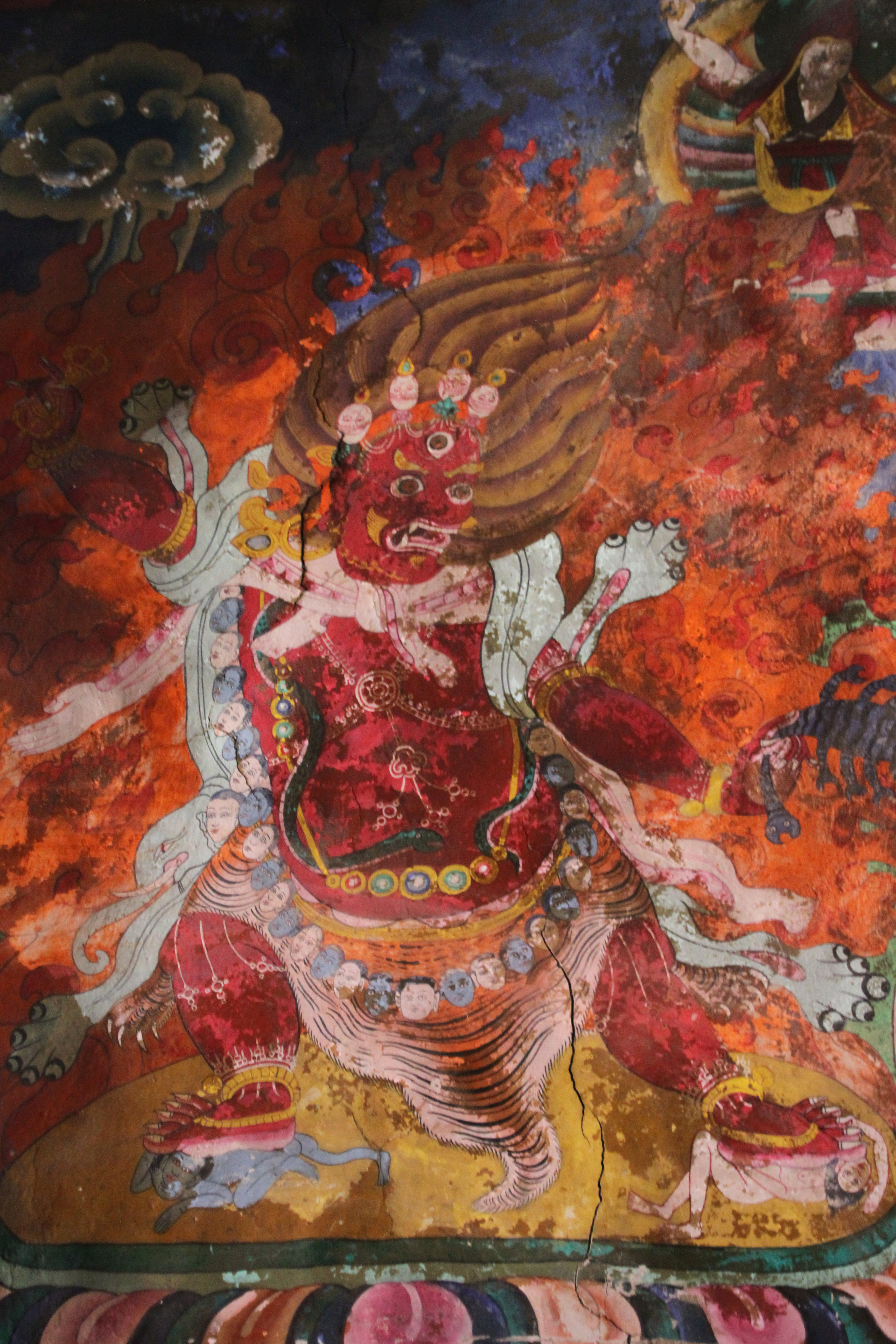
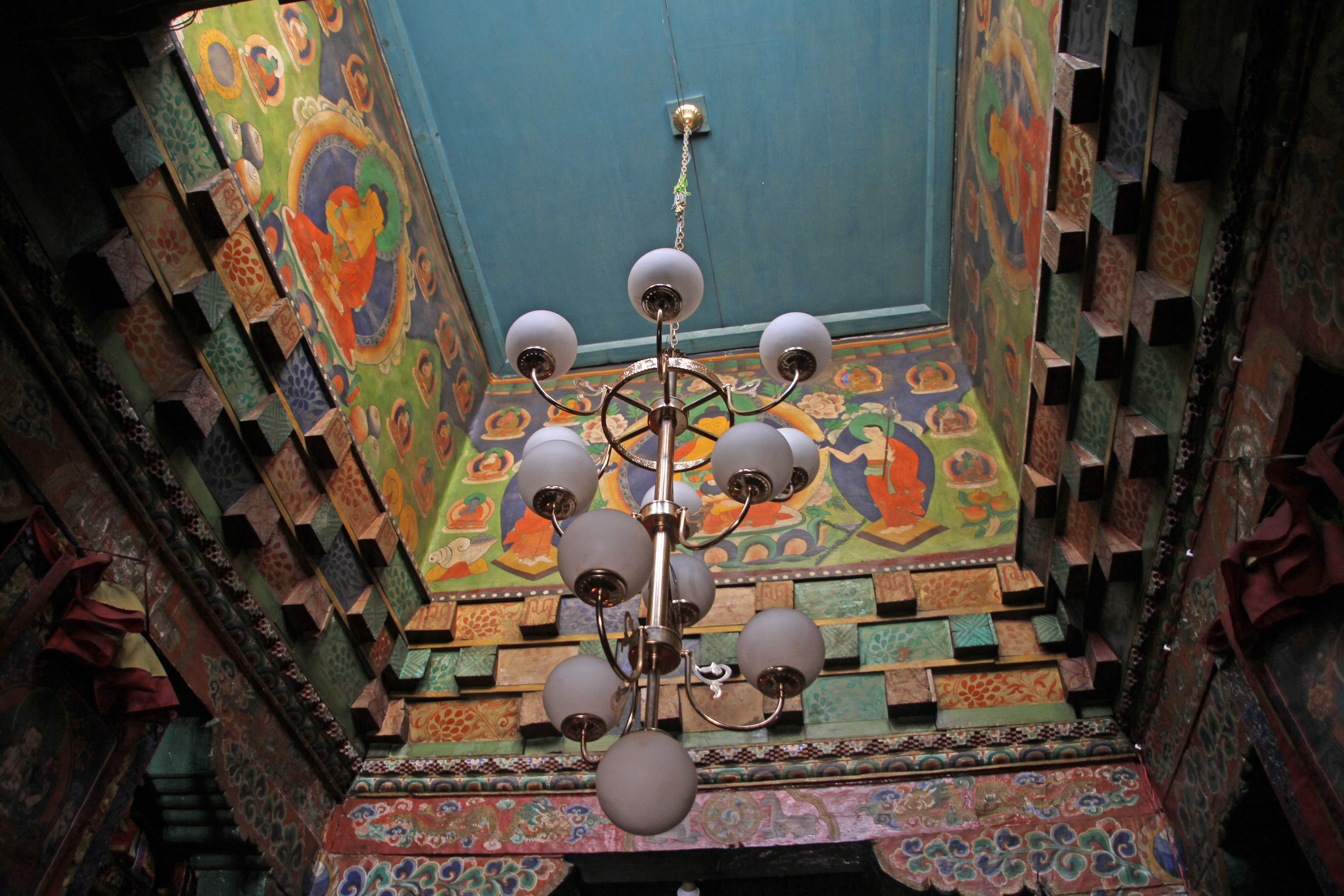